# Peter Munro
Ne doit pas être confondu avec Pete Munro.
Peter Munro (né le 8 janvier 1930 à Hambourg ; mort le 2 janvier 2009 à Hanovre) est un égyptologue allemand, longtemps directeur du musée Kestner à Hanovre.

## Biographie
Munro a étudié l'égyptologie, l'archéologie classique et la sémitique aux universités de Hambourg, Göttingen et du Caire. En 1957, il obtient son doctorat à l'université de Heidelberg avec une thèse sur « Das Horusgeleit und verwandte Standartengruppen im ägyptischen Kult ». De 1957 à 1960, il travaille comme professeur à l'Institut Goethe du Caire, en 1963 comme boursier de la Deutsche Forschungsgemeinschaft et de 1963 à 1965 comme lecteur pour le Deutscher Akademischer Austauschdienst. Il obtient son habilitation en 1967 à Munich avec une thèse sur « Les stèles des morts de l'Égypte tardive ». Ce travail exhaustif parait plus tard sous la forme d'un recueil en deux volumes de la série Altägyptische Forschungen et porte sur toutes les stèles funéraires du premier millénaire avant notre ère connues à l'époque. En 1985, un volume complémentaire est publié à Bruxelles.
De 1970 à 1981, il est directeur du musée Kestner, succédant à Irmgard Woldering. Il fonde l'association de soutien « Antike & Gegenwart e. V. », qui finance une grande partie des nouvelles acquisitions grâce à des dons. Parmi ses plus grandes réalisations, on compte l'achat d'un chandelier roman en bronze de la collection Hirsch et d'une tête en calcaire du pharaon Akhenaton ainsi qu'une exposition permanente égyptienne réalisée par l'architecte Thilo Mucke. Parmi les expositions temporaires qu'il a initiées, on peut citer « Naples mystérieuse » (1978), « El Dorado - Le rêve de l'or » (1979) et une exposition sur Toutânkhamon (1981). En 1972, il a été réhabilité à l'université technique de Hanovre avec une charge de cours sur l'histoire de l'architecture et de l'art égyptiens, et en 1974, il est nommé professeur hors classe. En 1970, il est également l'une des forces motrices de la « Conférence permanente des égyptologues ». Il participe aux fouilles de Saqqarah et met en valeur certaines parties du cimetière d'Ounas. En 1978, il cofonde le projet « Corpus Antiquitatum Ægyptiacarum », une collection de feuilles volantes sur les collections des musées de l'Égypte antique.
En 1981, Munro devient professeur d'archéologie et d'art égyptiens à l'université libre de Berlin, où il enseigne jusqu'à son départ à la retraite en 1995. Même après avoir quitté l'université, il continue à faire des recherches à Saqqarah.

## Publications
- Das Horusgeleit und verwandte Standartengruppen im ägyptischen Kult, Promotionsarbeit, Heidelberg, 1957.
- Die spätägyptischen Totenstelen, Habilitations-Schrift, Augustin, Glückstadt, 1968. Textband und Tafelband 1973.
- Tutanchamun. von Zabern, Mainz 1980. Diverse Ausstellungsbände.
- Der Unas-Friedhof Nord-West / 1, Topographisch-historische Einleitung, das Doppelgrab der Königinnen Nebet und Khenut, von Zabern, Mainz, 1993,  (ISBN 978-3-8053-1353-7).